# Sudelfeld

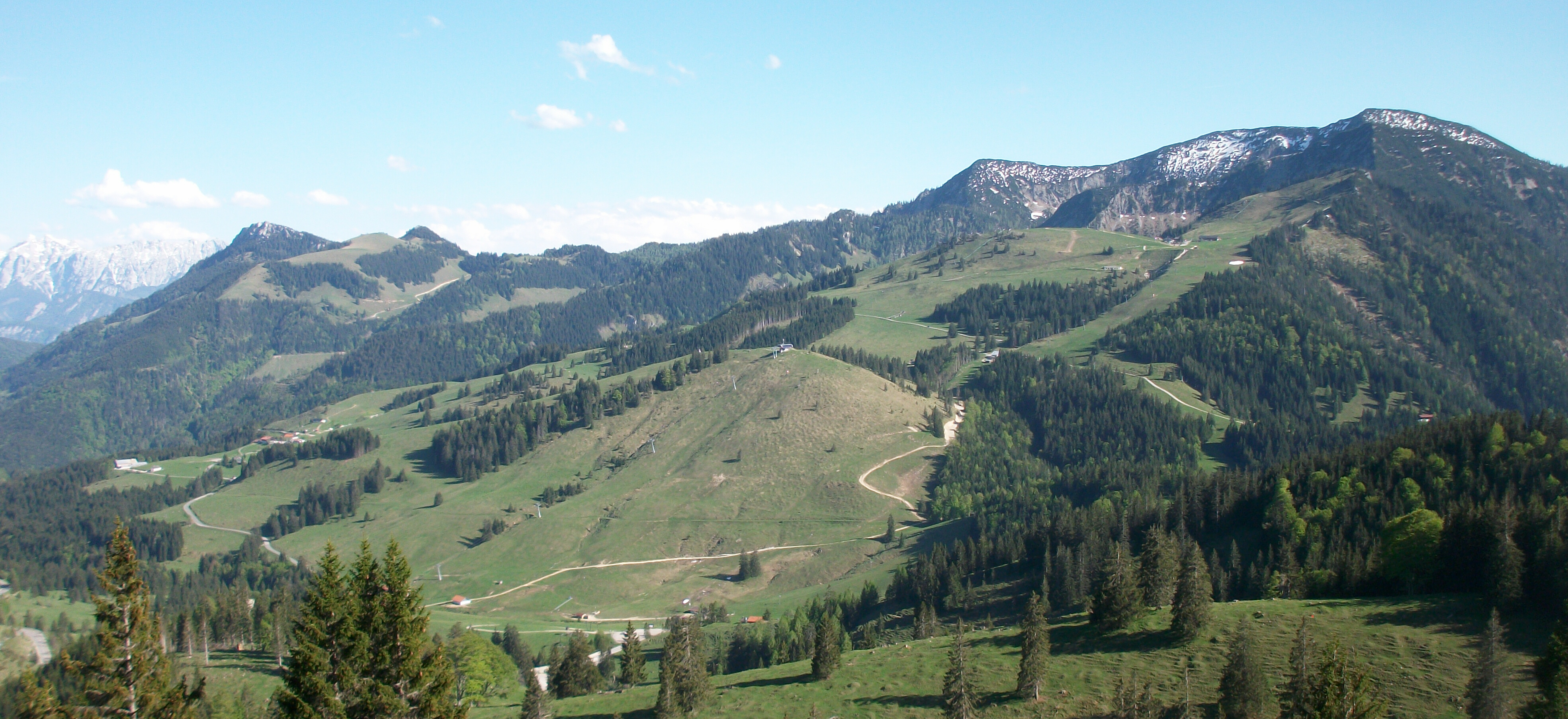
Blick auf das Sudelfeld im Sommer

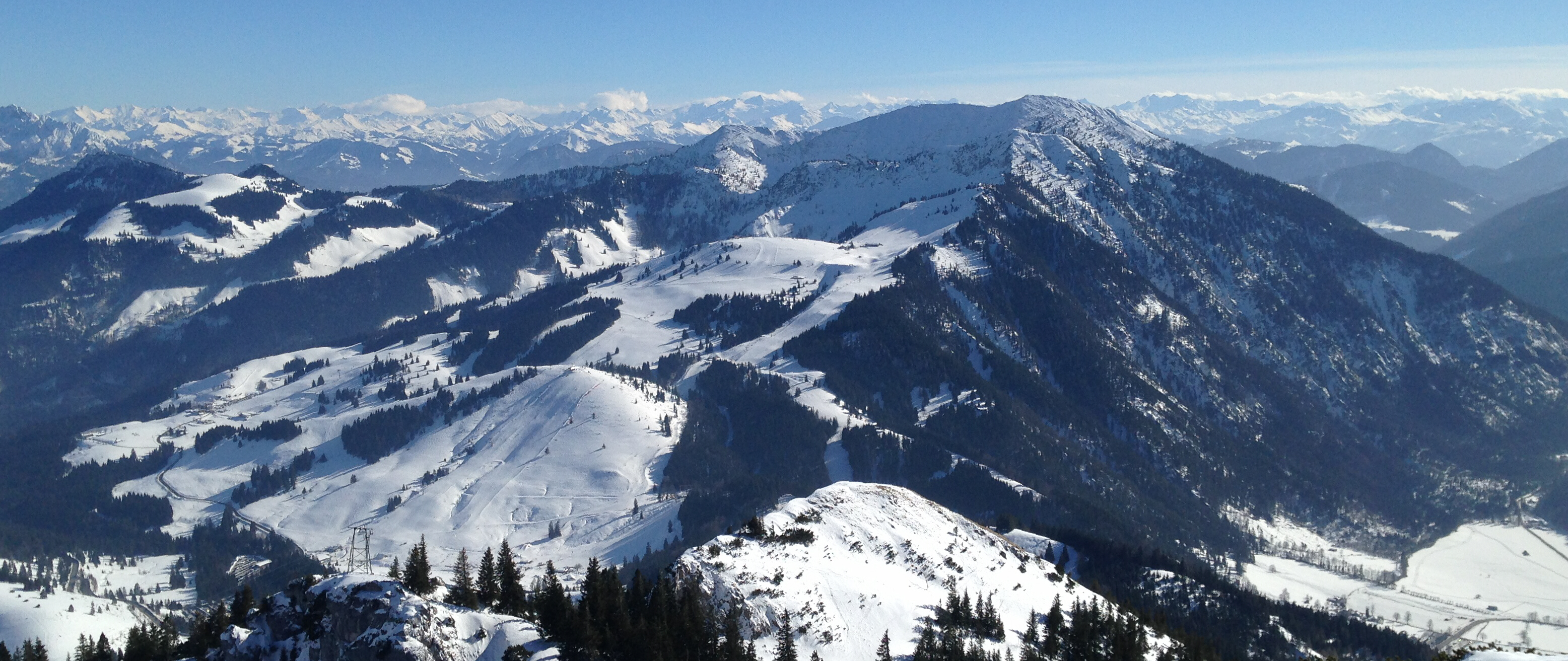
Blick auf das Sudelfeld im Winter

Das Sudelfeld ist eine Berglandschaft der bayerischen Alpen im Mangfallgebirge im südöstlichen Oberbayern. Dort befindet sich zwischen Bayrischzell (Leitzachtal) und Oberaudorf (Inntal) auf Höhen zwischen 800 und 1563 m ü. NN auch das größte zusammenhängende Skigebiet Deutschlands.

## Allgemeines
Namensgeber ist der Berg Sudelfeldkopf. Das Sudelfeld liegt auf dem Gebiet der Gemeinde Bayrischzell (Landkreis Miesbach) und der Gemeinde Oberaudorf (Landkreis Rosenheim). Es ist durch weite, geschwungene Wiesenflächen gekennzeichnet. 31 km Skipisten (einschließlich einer FIS-konformen Ski-Alpin-Slalom-Strecke), fünf Sesselbahnen, 12 Schlepplifte, zwei Seillifte und ein Förderband (Zauberteppich) sorgen für eine Gesamttransportkapazität von 22.500 Gästen pro Stunde. Auf dem Sudelfeld findet gegebenenfalls teilweise eine technische Beschneiung (Maschinenschnee) statt.
In der schneefreien Zeit ist das Sudelfeld ein Ausflugsgebiet. Auf einer Länge von gut 10 Kilometern schlängelt sich eine kleine, asphaltierte Bergstraße zum einen hinauf auf 1400 m Höhe zur Walleralm/Speckalm, den höchstgelegenen Berggasthöfen am Sudelfeld, einem Treffpunkt für Motorradfahrer und Ausflügler. Zum anderen führt eine weitere Stichstraße hinauf zum Berggasthof Rosengasse auf 1100 m Höhe. Für Wanderer attraktiver (ohne Motorradlärm, Skilifte und -schneisen) ist das östlich gelegene Brünnsteingebiet mit der Oberaudorfer Alm oder der südlich gelegene Große Traithen sowie das nördlich gelegene Gebiet südöstlich des Wendelsteins. Am Fuße des Sudelfelds mündet der aus dem gegenüberliegenden Arzmoos kommende Arzbach in den vorbeifließenden Auerbach (Inn).
Das Gebiet am Sudelfeld wird in den Sommermonaten bis in den Herbst hinein almwirtschaftlich genutzt. Die Almwirtschaft umfasst im Landkreis Rosenheim ungefähr 8 % der Grünlandfläche. Die Almwirtschaft im Sudelfeldgebiet ist aktiver Erosionsschutz.
Große Teile des Sudelfeldes sind Landschaftsschutzgebiet.
Insgesamt sind im Sudelfeldgebiet neun Berggasthöfe, teilweise mit Übernachtungsmöglichkeit, ein Berghotel, eine Jugendherberge und fünf Skischulen angesiedelt.

## Geschichte
In der Zeit des Nationalsozialismus befand sich hier die Versuchsanlage Sudelfeld – Luftwaffe des „Bevollmächtigten für Hochfrequenzforschung“, in der Radarforschung betrieben wurde. Diese Versuchsanlage war ebenso wie ein heute als Jugendherberge genutztes SS-Bergheim ein Außenlager des Konzentrationslagers Dachau. 1939 wurde die Passstraße nach Brannenburg übers Sudelfeld auf einem ersten Teilstück bis zum Sattel (bei der heutigen Jugendherberge) eröffnet. Bis 1945 war die Straße im Rohbau bis zum Tatzlwurm fertig, bis 1954 schließlich ganz bis nach Brannenburg.
1906 wurden die ersten Skikurse und Rennen auf dem Sudelfeld abgehalten. Mit dem Bau der Eisenbahn bis Bayrischzell 1911 stieg die Zahl der Skifahrer im Winter sprunghaft an. Nach dem Ersten Weltkrieg setzte die Reichsbahn für die Tausenden von Wintersportlern sogar Sonderzüge ein. 1948 wurde der Sessellift von der Tanneralm zum Vogelsang eröffnet, ein Jahr später der Sessellift von Bayrischzell zur Tanneralm und der Sessellift von der Rosengasse zum Vogelsang. Letzterer war von einem anderen Betreiber und Liftkarten des jeweiligen anderen Lifts wurden nicht anerkannt. Es kamen noch weitere Liftbetreiber hinzu, doch erst 1976 einigte man sich auf gemeinsame Punkte- und Tageskarten, die an allen Liftanlagen gültig sind. Schließlich erfolgte 2013 die Gründung der Bergbahnen Sudelfeld GmbH & Co. KG in die alle Liftanlagen bis auf die Schlepplifte Rankenlift und Grafenherberglift (Familie Berger) sowie Rosengassenlift und Schlepplift Vogelsang (Familie Waller) sowie  Mittlerer Sudelfeldlift und Plattenlift (Familie Schweinsteiger) übergingen. Die Gemeinde Bayrischzell ist seitdem Mitgesellschafter. 2014 wurde der Waldkopf-Doppelschlepplift zurückgebaut, ebenso erfolgte der Abbau des Schleppliftes Waldkopf III, als Ersatz wurde eine Sechsersesselbahn gebaut einhergehend mit dem Bau einer Beschneiung der Pisten im Bereich Waldkopf und der Errichtung eines neuen Skiweges, um die Abfahrt vom Waldkopf auch ohne schwarze Piste zu ermöglichen. Ebenfalls 2014 wurde eine zentrale Beschneiungsanlage gegen einige Klagen installiert und dafür aus einer Mulde bei der Walleralm ein großer Speichersee (Fassungsvermögen 150.000 Kubikmeter) gemacht. Mit dieser Anlage können die zentralen Hauptabfahrten beschneit werden, ein flächendeckender Ausbau über alle Pisten existiert jedoch nicht, so sind die Pisten im Bereich der Schöngratbahn ebenso wie die Talabfahrt nach Bayrischzell reine Naturschnee-Pisten. In Teilbereichen wie am Rosengassenlift, Rankenlift, Grafenherberglift und Kitzlahnersesselbahn existierten bereits vorher technische Beschneiungslösungen. 2017 erfolgte der Rückbau des Sudelfeldkopf-Doppelschleppliftes und des Grafenherbergliftes – diese drei Anlagen wurden durch eine neu errichtete Achtersesselbahn ersetzt, gleichzeitig wurden die Abfahrten im Bereich dieser neuen Sesselbahn an die zentrale Beschneiungsanlage angebunden. 2021 wurden dann von der Bergbahngesellschaft auch noch der Betrieb der Schlepplifte Rosengasse und Vogelsang übernommen. Nach Eigentümerwechsel wurden dann 2022 die Schlepplifte Mittleres Sudelfeld und Plattenlift gepachtet und 2023 wurde die zentrale Beschneiungsanlage auf den Bereich Mittlerer Sudelfeldlift und die angrenzenden Pisten erweitert.

## Verkehrsanbindung
Zu erreichen ist das Sudelfeld von Bayrischzell aus auf der Sudelfeldstraße (Bundesstraße 307) über den Sudelfeldpass, von Brannenburg aus ebenfalls über die hier mautpflichtige Sudelfeldstraße sowie über die Tatzelwurmstraße ab Oberaudorf. Von Süden ist das Sudelfeld über den Ursprungpass (Verbindung nach Kufstein) erreichbar. Die deutsche Alpenstraße entlang des Sudelfeldes ist eine der beliebtesten Motorradtouren-Strecken in Bayern.
Von und bis Bayrischzell verkehren im Stundentakt Triebwagen auf der Bahnstrecke Bayrischzell-Schliersee und weiter bis München. Das Sudelfeld ist im Sommer direkt mit dem Linienbus der Wendelstein-Ringlinie erreichbar – im Winter verkehrt während der Betriebszeit des Skigebietes ein kostenloser Skibus von Geitau über Osterhofen (Wendelstein-Seilbahn) und Bayrischzell zum Wedellift und zur Waldkopfbahn. Beide Buslinien sind direkt an den Bahnhof Bayrischzell und damit an den Zugverkehr der Bayerischen Oberlandbahn angebunden, so dass das Sudelfeld direkt mit öffentlichen Verkehrsmitteln erreichbar ist.

## Modernisierung des Wintersportareals
Seit 2014 wird das bestehende erschlossene Wintersportareal sukzessive modernisiert, jedoch nicht erweitert. Um in den nächsten Jahren sichere Schneeverhältnisse zu haben, wurde 2014 ein Ausbau der vorhandenen Beschneiungsanlagen (rund 20 Hektar bestehende beschneibare Fläche) auf maximal 250 Schneeerzeuger (Propellermaschinen, Schneilanzen) genehmigt und ein 150.000 Kubikmeter fassender Speichersee (Walleralmsee) in einem Taleinschnitt mit entsprechenden Ausgleichsmaßnahmen (u. a. Anlage von Biotopen) errichtet (2014/2015). Der Speichersee wird auch als Sommerattraktion mit Rundweg und Bänken genutzt. Die genehmigte beschneibare Fläche beträgt rund 70 Hektar (gesamte präparierte Pistenfläche rund 120 Hektar), realisiert wurden davon seit 2014 in mehreren Bauabschnitten bis Ende 2016 40 Hektar beschneibare Fläche. Das Beschneiungsfenster wurde aus ökologischen Gründen behördlich auf die Zeit vom Beginn der Wintersaison bis längstens Ende Februar begrenzt. Der Bayerische Verwaltungsgerichtshof hat eine Beschwerde des Deutschen Alpenvereins und des Bundes Naturschutz mit der Forderung eines Baustopps abgelehnt, da das öffentliche Interesse und das Interesse der Bergbahnbetreiberin am Fortschreiten der Baumaßnahmen überwiege. In der Folge zogen beiden Organisationen ihre Klage gegen das Projekt mangels Erfolgsaussichten zurück.
Ferner wurde zur Modernisierung und Reduktion der Anzahl der Liftanlagen eine neue Sechsersesselbahn im Jahr 2014 gebaut (Waldkopfbahn), die drei Schlepplifte, die vollständig demontiert wurden, ersetzt. 2015 wurde ein neuer Tellerlift errichtet, der einen alten Schlepplift ersetzt. 2017 wurde eine weitere Sesselbahn gebaut (Achtersesselbahn Sudelfeldkopf); sie wurde mit 6 Metern pro Sekunde die schnellste 8er-Sesselbahn Deutschlands (Stand 2018). Sie ersetzt drei Schlepplifte, den Grafenherberglift sowie die Sudelfeldkopflifte 1 und 2. Aufgrund der Höhe von mehr als 1400 m wurden bei den Arbeiten Lasthubschrauber verwendet, um Beton in das steile Gelände zu transportieren. Die neue 8er-Sesselbahn ist seit der Wintersaison 2017/18 in Betrieb und verbindet Grafenherberg mit dem Sudelfeldkopf – sie ist damit die zentrale Anlage am Mittleren Sudelfeld. Weiters soll im Zeitraum 2021 bis 2026 die Zubringerbahn aus Bayrischzell (Einersessellift) durch eine moderne Anlage ersetzt werden (Einseilumlaufbahn oder Pendelbahn). In diesem Zuge ist auch ein Ersatz des Rosengassenliftes angedacht.

## Liste der Aufstiegshilfen
- 5 Sesselbahnen
  - 1er Sesselbahn		Schwebelift Bayrischzell (Baujahr 1948/67)
  - 4er Sesselbahn		Kitzlahner (Baujahr 2002)
  - 6er Sesselbahn (kuppelbar)		Waldkopfbahn (Baujahr 2014)
  - 8er Sesselbahn (kuppelbar)		Sudelfeldkopfbahn (Baujahr 2017)
  - 3er Sesselbahn		Schöngratbahn (Baujahr 1985)
- 9 Schlepplifte/Tellerlifte
  - Schlepplift		Rosengassenlift
  - Schlepplift		Oswaldlift
  - Schlepplift		Vogelsang
  - Tellerlift		Wallerlift Monte Gogo
  - Schlepplift		Mittleres-Sudelfeld-Lift
  - Schlepplift		Plattenlift
  - Doppelschlepplift Wedellift
  - Schlepplift		Hotellift
  - Seillift	Kinderland
- Personenförderband
  - Sunkid-Zauberteppich[7]

## Sportliche Veranstaltungen
Im Ski Alpin fanden fast jedes Jahr seit 2008 FIS-Rennen, Weltcups im Parallel-Riesenslalom, Europacups im Freestyle-Skiing und ähnliches statt. Über mehrere Jahre wurde bis einschließlich 2015 auch ein Lauf zum Snowboard-Weltcup (Parallel-Riesenslalom) im Sudelfeld ausgetragen. Die Einstellung der Veranstaltung erfolgte unter anderem aus organisatorischen und finanziellen Gründen.